# Maskavo
Maskavo (aussi appelé Maskavo Roots) est un groupe brésilien de reggae, originaire de Brasilia. Il déménage à São Paulo en 2000 pour consolider sa formation. Le groupe commence sous le nom de Maskavo Roots, mais raccourcit le nom en Maskavo en raison de changements dans le line-up,. Le groupe est composé de Marceleza (chant), Prata (guitare), Felipe Passos (claviers), Vini Gomes (batterie) et Alexandre Santos (basse). Depuis 2000, le groupe a donné plus de 1 500 concerts au Brésil et à l'étranger, et enregistré dix albums et deux DVD.

## Histoire

### Formation et premières activités
L'histoire commence lorsque le batteur Txotxa invite le guitariste Rodrigo Prata, en 1991, à rejoindre le groupe O Cravo Rastafari, qui reprend Bob Marley à Brasilia et débute en 1990. Le groupe n'avait pas de line-up très rigide, puisqu'il est composé d'amis, mais au fil du temps, il finit par s'établir. À la fin de l'année 1992, Beto Brahns Hoven, très occupé, quitte le groupe, emportant son nom avec lui. Le bassiste Ricardo Marrara prend sa place, complétant le line-up avec Marcelo Vourakis (chant), Joana Lewis (chant), Quim Vasconcellos (claviers), Rodrigo Prata (guitare), Txotxa (batterie) et le créateur du nom Maskavo Roots, Carlos Pinduca (guitare).
L'année 1993 voit le baptême de Maskavo Roots et l'enregistrement de leur première démo, qui contenait les morceaux Blond Problem, Far Away, Yo No Quieto Trabajar et D.D.P.. Le moment est venu de lancer un groupe au Brésil, le mouvement rock est en pleine effervescence avec des groupes de Brasilia, comme Raimundos, Little Quail e The Mad Birds, Pravda, Oz, Low Dream, Os Cabeloduro, D.F.C ; et du reste du pays, comme O Rappa, Virna Lisi, Pato Fu, Planet Hemp, Nação Zumbi et Mundo Livre S/A. C'est dans cette effervescence que cette démo arrive entre les mains des créateurs du label Banguela Records, Carlos Eduardo Miranda et les Titãs. Ces derniers demandent une reprise en portugais des paroles. La même semaine, le groupe produit une nouvelle démo avec les morceaux Tempestade, Quinta et Besta-Mole. Après un concert à l'AeroAnta de São Paulo, ils signent leur premier contrat avec le label Banguela Records,, lié à Warner Music Brasil.
Début 1994, le groupe est invité à donner un concert sur la plage d'Ipanema à Rio de Janeiro. Profitant de l'élan du spectacle, le premier contrat avec le label Banguela Records est signé. Le groupe retourne ensuite à son quartier général, la Chácara de la grand-mère du bassiste Ricardo Marrara. La ferme est le point de départ de la préparation de l'album. Le groupe se réunit tous les après-midi pour créer les arrangements de l'album. La ferme était un endroit très pittoresque et bucolique au milieu du cerrado.

### Changement de line-up et de nom
Avec ce même album, le groupe est signé sur le label Chaos de Sony Music, revenant ainsi dans les rangs des maisons de disques multinationales. L'Anglais Paul Ralphes, bassiste du groupe gaulois Bliss et qui vit à Rio de Janeiro en tant que producteur de musique, est chargé de la réalisation de leur troisième album. La production de l'album commence à Rio de Janeiro et se poursuit jusqu'en février 1998. L'album s'intitule Se não guenta, por que veio? Pour sa sortie, un clip est préparé pour Djorous, un terme d'argot créé par des amis brasseurs de bière de Brasilia et futurs membres de la compagnie comique Os Melhores do Mundo. Le deuxième titre est un réenregistrement de Tempestade, avec Samuel Rosa de Skank.
Au tournant du siècle, le groupe décide de changer de nom pour devenir Maskavo. Le groupe signe alors avec Deckdisc, distribué à l'époque par Abril Music. La semaine où le contrat devait être signé, la nouvelle est tombée que le chanteur Marcelo Vourakis n'enregistrerait pas l'album Já. L'album était prêt et les autres voulaient continuer. Une série de tests commence avec différents chanteurs à Brasilia. Au cours de ses pérégrinations nocturnes dans Brasilia, Rodrigo Prata aperçoit une jeune chanteuse, Marceleza, qui a également un groupe de reprises de Bob Marley dans la lignée de O Cravo Rastafari, appelé Leões de Judah. Quim est chargé de lui faire savoir qu'il a été choisi.
Le premier single de l'album est Um Anjo do Céu. L'album comprend Seu Jorge sur le titre Sapo Cururu, Companhia de Teatro Os Melhores do Mundo et Fred Castro (ex-Raimundos) sur le titre Freio de Mão, Fauzi Beyodun sur le titre Quero Ver (Dub). Le groupe décide également de s'installer à São Paulo. Le bassiste Bruno Prieto rejoint le groupe, remplace Ricardo Marrara et prend définitivement ses fonctions en juin. Le groupe se compose alors de Marceleza au chant, Prata à la guitare, Bruno à la basse et Quim à la batterie. Le groupe entame une tournée qui durera toute l'année jusqu'à la mi-2001,. Plus tard dans l'année, Maskavo enregistre le clip vidéo du single Quero Ver.
Avant même que les enregistrements ne soient terminés et que l'album O som que vem da luz do sol ne sorte, le premier single de l'album, Um Dia Mais Perfeito, est envoyé aux stations de radio. Pendant la semaine d'enregistrement et les week-ends, le groupe continue à tourner. L'album remporte également le prix du meilleur album reggae aux Dynamite Awards 2005,.
L'année commence avec la sortie du DVD et la tournée acoustique. Le groupe est invité à jouer dans différentes régions du pays, effectuant ainsi une longue tournée. Avec le CD et le DVD, le groupe est nommé pour le Multishow Brazilian Music Award 2007 dans la catégorie Révélation. La tournée dure jusqu'à la fin de l'année 2007, l'une des plus longues de la carrière du groupe. Le titre Quero Ver, sorti à l'origine sur l'album Já, est repris dans le feuilleton Luz do Sol de RecordTV. En décembre de la même année, le batteur Quim Vasconcellos annonce son départ du groupe, affirmant qu'il est fatigué de voyager et d'être loin de chez lui et qu'il commence une nouvelle carrière en tant que producteur de musique, ouvrant un studio d'enregistrement et de production avec Rodrigo Bragança, appelé Argila Music. Naná Aragão reprend les baguettes et la tournée continue.

### 15 ans et nouveau line-up
En septembre 2011, le groupe effectue sa première tournée au Japon et se rend dans les villes de Hamamatsu, Gunma, Nagoya, Tokyo et Osaka. Partout où ils sont allés, ils jouent devant un public brésilien qui vit et travaille dans le pays. À l'aube de l'année 2010, le groupe concentre son énergie sur la production de nouvelles chansons qui feront partie d'un futur album. Produit par Rodrigo Sanches et coproduit par Bruno e Prata, le groupe s'enferme dans les studios du label Trama à São Paulo, où il enregistre 12 nouveaux morceaux. Fin 2012, l'album Lovers Rock sort,,. L'album est nommé d'après lovers rock, un style de reggae importé de Jamaïque. L'album est nommé pour le prix Dynamite 2013 dans la catégorie du meilleur album reggae.
En 2016, avec la fin de la tournée DVD, le groupe entre en studio pour préparer de nouveaux morceaux. Cependant, le bassiste Bruno Prieto quitte le groupe et le groupe entame une nouvelle phase : avec un esprit renouvelé, ils font appel à leur premier bassiste et l'un des fondateurs du groupe, Ricardo Marrara, pour enregistrer le single Maria ou Joana. Cependant, peu après les enregistrements, le batteur Márcio Pêxi quitte le groupe pour continuer avec son groupe Diretoria et Marrara ne peux pas non plus concilier son emploi du temps personnel. Marceleza et Prata ont décidé de faire appel à de nouveaux membres pour enregistrer le clip vidéo de « Maria ou Joana ».
Avec un nouveau label, une série de clips est planifiée dans des lieux cinématographiques pour illustrer certains paysages brésiliens. Le premier single, Maria ou Joana, est tourné à la Chapada dos Veadeiros, à Goiás. Le troisième clip du morceau Lá no Céu (Asa Branca) est tourné dans l'État d'Espírito Santo et réalisé par Danilo Laslo. Les lieux choisis pour représenter la chanson se trouvent dans le parc d'État Paulo César Vinha, à côté de Ponta da Fruta.

## Discographie

### Albums studio
- (1995) Maskavo Roots (LP/CD, Banguela)
- (1997) Melodia que eu conheço (CD, auto-publié)
- (1998) Se não guenta, por que veio? (CD, Chaos)
- (2000) Já (CD, Deck)
- (2002) Asas (CD, Deck)
- (2004) O som que vem da luz do sol (CD, Deja/Unimar)
- (2012) Lovers Rock (CD, Tratore)

### Albums live/vidéo
- (2003) Ao Vivo em Atlântida (CD, Deck)
- (2007) Transe Acústico (CD/DVD, Arsenal/Universal)
- (2015) Queremos Mais 15 Anos ao Vivo (CD/DVD, Radar)